# 阿拉贡龙属
阿拉贡龍屬（學名：Aragosaurus，意为“阿拉贡的蜥蜴”）或譯阿拉果龍，是蜥腳下目大鼻龍類的一個屬，生活於白堊紀的西班牙阿拉貢自治區。
阿拉贡龍是巨大、四足的植食性恐龍，生活於豪特裡維階至巴列姆階，約1億3000-1億2000萬年前。牠的身長約有18米長，體重約28000公斤。
牠有著長頸、長而強壯的尾巴、小型頭部及巨大的身軀。整體上與圓頂龍相似。牠的化石發現於西班牙，只有部份的骨骼。牠是由Sanz、Buscalioni、Casanovi及Santafe於1987年命名的。模式種是「A. ischiaticus」。如同圓頂龍，阿拉贡龍可能擁有短、結實的頭顱骨。牙齒大而寬，可能用來切割高大針葉樹的樹枝與樹葉。前肢較短於後肢，尾巴長且充滿肌肉。

## 外部連結
- 恐龍博物館有關阿拉果龍的介紹